# Cyathea ascendens
Cyathea ascendens är en ormbunkeart som beskrevs av Karel Domin. Cyathea ascendens ingår i släktet Cyathea och familjen Cyatheaceae. Inga underarter finns listade.